# Train de banlieue de Perth
 (mars 2025).
Le train de banlieue de Perth est le réseau de trains de banlieue de la ville de Perth, en Australie. Il compte actuellement cinq lignes.

## Réseau
Le réseau compte cinq lignes radiales, au départ de la gare de Perth :
- Armadale/Thornlie Line. La ligne dessert le Sud-Est, en direction d'Armadale. Le train Transwa Australin utilise ce tronçon et poursuit sa route jusque Bunbury. Une voie vers la gare de Thornlie fut ouverte le 8 août 2005.
- Fremantle Line. Elle part vers l'Ouest, en direction de Fremantle.
- Yanchep Line. La ligne dessert le Nord, et les rames circulent au centre de la Mitchell Freeway, puis au-delà vers Nowergup Depot.
- Midland Line. Elle dessert l'Est, jusqu'à Midland.
- Mandurah Line. Elle dessert le Sud-Ouest, et les rames circulent au centre de la Kwinana Freeway, puis poursuivent vers Rockingham et Mandurah.

Les trains qui empruntent la Joondalup Line n'ont pas pour terminus la gare de Perth, mais poursuivent leur route sur la Mandurah Line, et vice-versa. La traversée Nord-Sud de la gare de Perth se fait en souterrain.